# Faculdades Integradas de São Carlos
A Faculdades Integradas de São Carlos (FADISC) foi uma instituição de ensino superior brasileira sediada em São Carlos, com o campus na parte leste da cidade.
Manteve cursos superiores como: Administração de Empresas, Ciências Econômicas, Direito, Engenharia Civil, Engenharia de Produção, Licenciatura em Computação, Letras, entre outros, além de pós-graduação lato sensu.

## História da instituição
Em 1964 a cidade de São Carlos, de cognome "cidade do clima", experimentava, além do movimento das fábricas e indústrias instaladas, a agitação do movimento estudantil, composto por discentes do campus da USP e da extinta Faculdades de Educação Física e de Biblioteconomia. Tal como São Paulo e em outras regiões do país, “passeatas relâmpago” contra o regime militar (governo na época) eram dispersadas pela brutal força policial.
Em meio à conturbada realidade política, a cidade assistia também à "remoção dos trilhos" dos bondes, o início de uma nova urbanização e a criação de uma intuitiva vocação: transformar o município em um importante polo educacional. Consequentemente nasceu a Capital da Tecnologia. Ainda em 1964 surgia o IPESU – Instituto Paulista de Ensino Superior, entidade mantenedora que, a partir de 1968, iniciava sua contribuição acadêmica com o funcionamento da FADISC – Faculdade de Direito de São Carlos. Autorizado pelo Decreto nº 62.633, de 1968, do presidente Costa e Silva, o funcionamento da Faculdade de Direito de São Carlos (Fadisc), mantida pelo Ipesu – Instituto Paulista de Ensino Superior, criado em 1964. A instituição encerrou suas atividades em 20 de dezembro de 2012.
Em 1968 São Carlos recebia a UFSCar, a primeira (e até hoje é a única), Universidade Federal do interior do Estado de São Paulo. Em 1970 inicia suas primeiras turmas com os cursos de Licenciatura em Ciências e de Engenharia de Materiais, pioneiro na América Latina.
Em 1996, após ter formado 51 turmas de Bacharéis em Ciências Jurídicas, o IPESU formaliza pedido de transformação de uma já tradicional Instituição Isolada para Faculdades Integradas, passando a denominar Faculdades Integradas de São Carlos, mantida a sigla FADISC.
Assim, a partir de 1999, novos cursos são implementados. Tem início os cursos de Letras (Licenciatura Plena, habilitação em Português/Inglês e respectivas literaturas) e de Secretariado Executivo Bilíngüe (Bacharelado), em 2003 esses cursos têm suas graduações, avaliadas pelo MEC, obtendo ótimos conceitos e recebido o reconhecimento para efeito de emissão de diplomas.
Em 2001, iniciou-se o curso de Engenharia Civil. Em 2003, foi a vez do Curso de Engenharia de Produção e do Curso de Computação (Licenciatura); em 2004, o Curso de Administração de Empresas (Bacharelado).
Desde 1991, a FADISC oferecia o curso de Especialização em Direito Processual Civil (pós-graduação lato sensu). 
Em 2011 depois de ser desconsiderada pelo MEC foi proibida de realizar o vestibular 2012.
Em 20 de dezembro de 2012 a instituição encerrou suas atividades acadêmicas, com a entrega dos diplomas devidamente registrado dos alunos de sua última turma em todos os cursos que foram os formandos de 2012/2.